# Царевичен пояс
Царевичен пояс (на английски: Corn Belt) се нарича област от Средния Запад на САЩ, в която традиционно още от средата на 19-век основната селскостопанска култура е царевицата. Разпространениeто точно на тази култура се благоприятства от подходящите географски условия. Почвите на пояса са твърди, плодородни и богати на органични вещества и азот. Топлите нощи, жарките дни и благоприятното разпределение на падащите дъждове по време на вегетационния период създават идеални условия за растежа на царевицата в този район на страната.
През 1950 година 99% от засятата царевицата е представена от хибридни сортове. В периода 1860 – 1982 районът от дребно и многокултурно отглеждане постепенно се специализира в отглеждането само на царевица. Допълнително процесът на уеднаквяване на отглежданата култура се спомага от окрупняването на фермите в района. Ареалът на царевичния пояс ежегодно се мени в зависимост от продукцията на царевица. Често към традиционните земи на царевичния пояс се включват и райони от съседните щати Айова, Илиноис, Индиана, Мичиган, източните части на Небраска и Канзас, Минесота и южните части на Мисури.